# Konståkningsklubben Trollhättan Vänersborg
Konståkningsklubben Trollhättan Vänersborg är en klubb för konståkning som finns i Trollhättan och Vänersborg. Klubben satsar på singelåkning. Klubbens huvudtränare är Sanna Norén. Klubbens aktiva ishallar är Brätte ishall och Slättbergshallen i Trollhättan. Föreningen arrangerar tävlingar och deltar på olika event. Vänersborgs KK och Trollhättans KF slogs ihop år 2012 och blev Konståkningsklubben Trollhättan Vänersborg. Sedan 2016 kan även funktionshindrade åka skridskor i klubben eftersom klubben har tillgång till en No Fall sele. Som åkare för TKK blir du som förälder eller åkare över 18 år en gratis arbetare för olika evenemang. Det tillkommer även städjobb varav bil är en fördel att släpa med sig all återvinning. Bakning och försäljning ingår även i dina arbetsuppgifter när du köpt träningspass. Detta gäller dig som även endast åker en gång i veckan.

## Isshow
Klubben arrangerar varje år en isshow med olika teman. 
- 2016 Pojken och lampan
- 2015 High school on ice
- 2014 Frost
- 2013 All around the world

## Tävlingsklasser
- Junior Damer
- Ungdom 15 Flickor
- Ungdom 13 flickor
- Minior
- Junior Herrar
- Ungdom 13 pojkar
- Ungdom 15 pojkar